# Gasteria batesiana
Gasteria batesiana ist eine Pflanzenart der Gattung Gasteria in der Unterfamilie der Affodillgewächse (Asphodeloideae). Das Artepitheton batesiana ehrt den britischen Trolleybusschaffner John T. Bates (1884–1966).

## Beschreibung

### Vegetative Merkmale
Gasteria batesiana wächst stammlos, ist niederliegend bis aufrecht und erreicht bei einem Durchmesser von 8 bis 30 Zentimetern eine Höhe von 3 bis 10 Zentimeter. Sie ist selten einzeln, sprosst aus der Basis und bildet kleine bis große Gruppen. Die aufrecht ausgebreiteten, später zurückgebogenen, dreieckig-lanzettlichen bis linealischen Laubblätter sind anfangs zweizeilig angeordnet und bilden später eine Rosette. Die dunkelgrüne Blattspreite ist 5 bis 18 Zentimeter lang und 1,5 bis 4 Zentimeter breit. Sie ist mit weißen Flecken bedeckt, die in diagonalen Streifen angeordnet sind. Die Epidermis ist dicht fein gerunzelt. Der fein gesägte und nur manchmal gezähnelte Blattrand ist knorpelig. Die zugespitzte Blattspitze ist selten stumpf gerundet und trägt ein aufgesetztes Spitzchen. Junge Blätter sind bandförmig, dicht warzig und an der Spitze stumpf gerundet.

### Blütenstände und Blüten
Der rispige Blütenstand erreicht eine Länge von 30 bis 45 Zentimeter. Die Brakteen weisen eine Länge von 6 bis 12 Millimeter auf und sind 2 bis 5 Millimeter breit. Die Blüten stehen an 9 Millimeter langen Blütenstielen. Die Blütenhülle ist 30 bis 40 Millimeter lang. Ihr bauchiger Teil ist schmal elliptisch, weist einen Durchmesser von 6 bis 9 Millimeter auf und erstreckt sich über die Hälfte der Länge der Blütenhülle. Die hellrosafarbene Blütenhülle ist auf der oberen Hälfte weiß und grün gestreift. Der Griffel ragt nicht oder bis zu 5 Millimeter aus der Blütenhülle heraus.
Die Blütezeit reicht vom Frühjahr bis zur Mitte des Sommers.

### Früchte und Samen
Die Früchte sind 16 bis 20 Millimeter lang. Sie enthalten 4 bis 6 Millimeter lange und 2 bis 3 Millimeter breite Samen.

## Systematik und Verbreitung
Gasteria batesiana ist in den südafrikanischen Provinzen Mpumalanga und KwaZulu-Natal auf exponierten, südwärts gerichteten Felsen im Bushveld verbreitet.
Die Erstbeschreibung durch Gordon Douglas Rowley wurde 1955 veröffentlicht. Es werden folgende Varietäten unterschieden: 
- Gasteria batesiana var. batesiana
- Gasteria batesiana var. dolomitica van Jaarsv. & A.E.van Wyk

Gasteria batesiana var. dolomitica

Die Unterschiede zu Gasteria batesiana var. batesiana sind: Die linealischen Laubblätter sind 10 Zentimeter lang und 1 bis 2 Zentimeter breit. Bei  Turgeszenz sind sie beiderseits konvex. Die Blattspitze ist stumpf.
Gasteria batesiana var. dolomitica ist in der südafrikanischen Provinz Mpumalanga auf steilen Dolomitklippen verbreitet. Die Erstbeschreibung durch Ernst Jacobus van Jaarsveld und Abraham Erasmus van Wyk wurde 1999 veröffentlicht.

## Nachweise